# جوشکاری ذوبی

جوشکاری با گاز اکسیژن و استیلن

جوشکاری ذوبی (به انگلیسی: fusion welding) یا جوشکاری حالت مایع (به انگلیسی: Liquid-state welding) یکی از روش‌های جوشکاری است که بر طبق تعریف AWS به هر فرایند جوشکاری که از ذوب‌کردن فلز پایه به منظور ایجاد جوش استفاده کند، گفته می‌شود.
در جوشکاری ذوبی برای اتصال دو فلز به یکدیگر، نقاط اتصال را ذوب کرده و به یکدیگر می‌چسبانند تا هنگام سرد شدن در اثر انجماد، اتصال برقرار شود. در عین حال ممکن است یک فلز دیگر (معمولاً در الکترود) نیز برای کنترل ضخامت محل اتصال مورد استفاده قرار بگیرد.
جوشکاری ذوبی فراوانی بیشتری نسبت به جوشکاری حالت نیمه جامد دارد. هنگامی که برای انجام جوشکاری سراغ ذوب کردن کنترل شده فلزات می‌رویم، می‌بینیم که فلزات جامد زمانی که در نقطه ذوب خود هستند، از نظر ساختار اتمی و مولکولی تغییر می‌کنند. همین امر منجر می‌شود هر کدام از ذرات ریز درون ساختاری مانند اتم و مولکول قطعه بتوانند آزادانه تر در سطح مورد نظر برای جوشکاری جابجا شوند. این جابجایی به زبان ساده به شکستن لایه‌های اکسیدی که در سطح روی فلز تشکیل شده‌اند، کمک می‌کند و اجازه می‌دهد تا اتصال بین دو فلز به خوبی برقرار شود. در جوشکاری ذوبی دما را آنقدر بالا می‌بریم تا ذوب و مذاب فلز یا همان حوضچه مذاب تشکیل شود این درحالی است که در جوشکاری حالت نیمه جامد دما را بالا می‌بریم ولی در آن ذوب نداریم (مثل آلیاژ آلومینیوم به مس)
چنانچه به حوضچه مذاب اجازه سرد شدن داده شود، انجماد صورت می‌گیرد و به صورت لایه لایه از مرز مشترک جامد-فلز مذاب به طرف مرکز گسترش می‌یابد. ملاحظه دقیق تر نشان خواهد داد که مکانیزم انجماد بسیار پیچیده است. هنگامی که دمای حوضچه مذاب شروع به کاهش می‌کند، اتم‌های مذاب انرژی خود را از دست می‌دهند. از آنجاکه گرما توسط جرم صفحه از حوضچه مذاب هدایت می‌شود، یعنی گرما در فصل مشترک جامد-مایع در جریان است، اتم‌های این ناحیه اولین اتم‌هایی هستند که در جستجوی وضعیت دائمی می‌باشند.

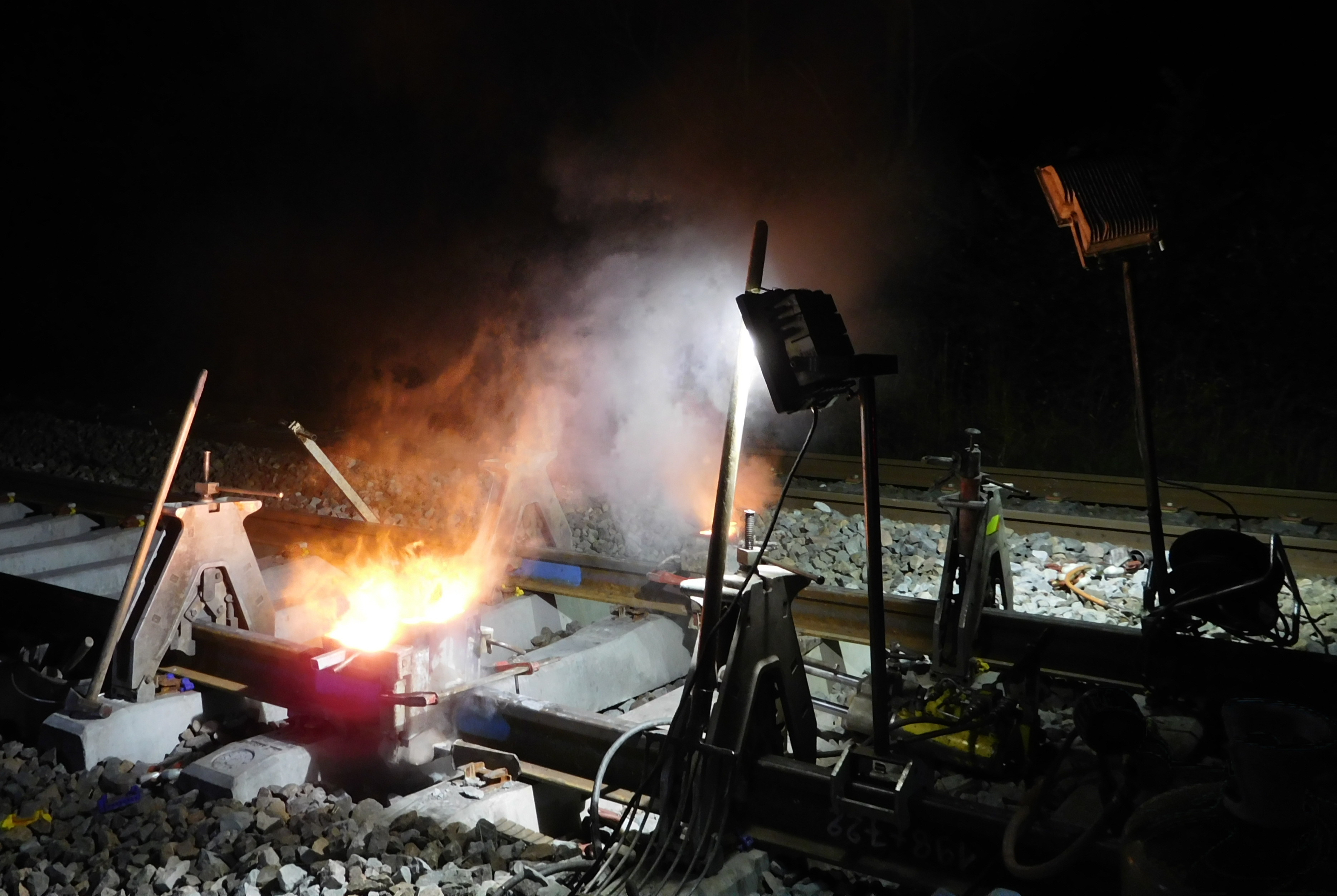
جوشکاری و واکنش ترمیت

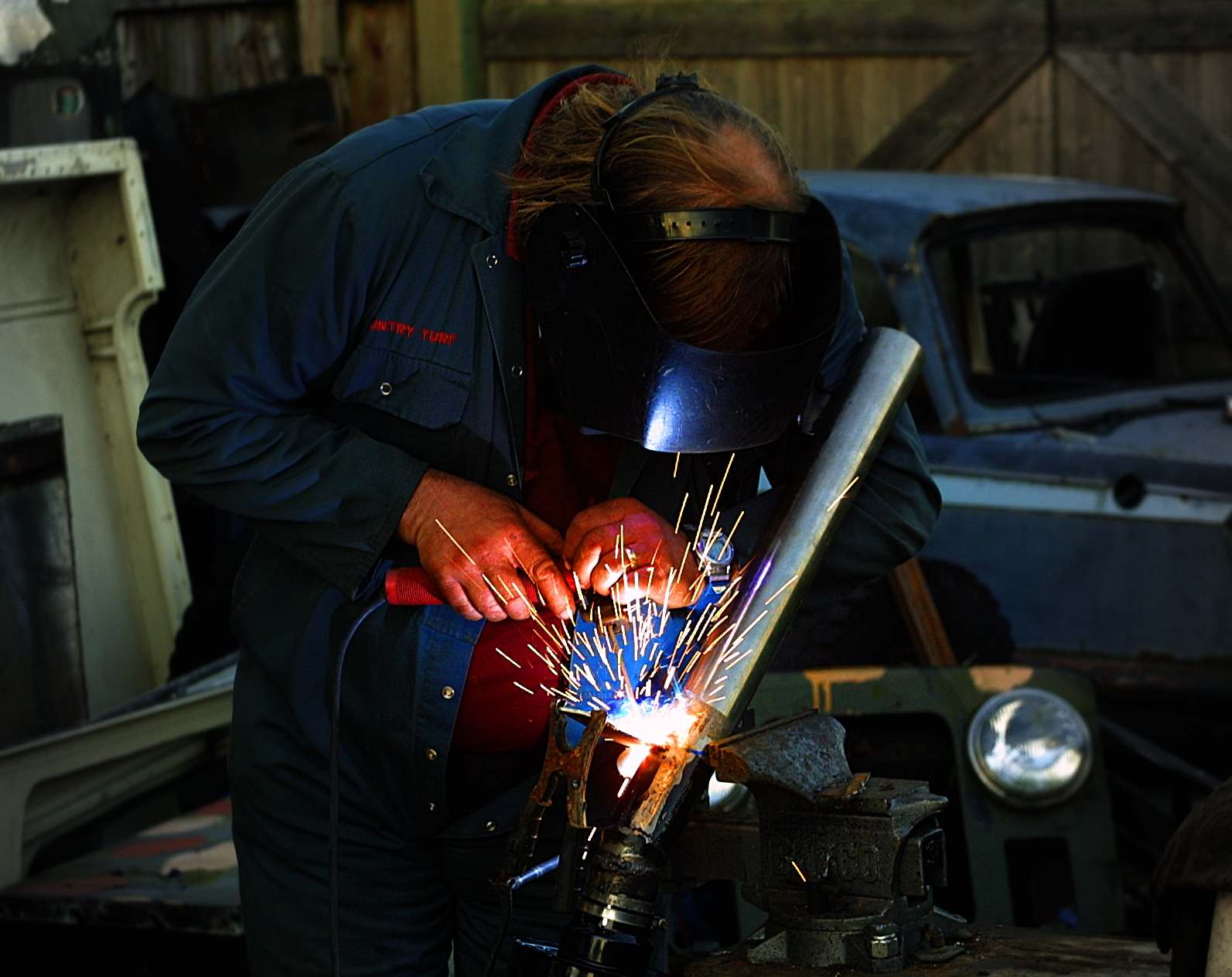
جوشکاری ذوبی

در ادامه به بررسی انواع روش‌های جوشکاری می‌پردازیم:

## ۱- جوشکاری اکسی استیلن یا جوشکاری گاز
در این روش مخلوطی از اکسیژن و گاز اتین در انتهای شیپوره خاصی که به این منظور طراحی شده و به بدنه مشعلی متصل است، سوزانده می‌شود. جوشکار از شعله ایجاد شده برای ذوب نمودن فلز مبنا جهت حوضچه جوش استفاده می‌کند. اگر فلز پر کننده مورد نیاز باشد، یک سیم جداگانه به صورت دستی به لبه جلویی حوضچه جوش تغذیه می‌شود. برای تولید مذاب یکنواخت، جوشکار باید مشعل را حرکت دهد. کاربرد این روش، در اتصالات سبک مانند لوله‌های تهویه هوا، لوله‌های با قطر کم برای سیستم‌های گرمایشی و شیمیایی و تعمیرات موتور احتراق داخلی خودرو و … کاربرد دارد.

## ۲- جوشکاری تنگستن- قوس الکتریکی در پناه گاز محافظ یا جوش تیگ (TIG)
در این روش (TIG) یک قوس الکتریکی در خط اتصال بین انتهای الکترود تنگستنی و فلز مبنا ایجاد می‌گردد. الکترود ذوب نمی‌شود و جوشکار فاصله قوس الکتریکی را ثابت نگه می‌دارد. کنترل جریان از طریق دستگاه مولد قدرت موتور است. در صورتیکه به ماده پر کننده نیاز باشد، این ماده که معمولاً به صورت سیم‌های یک متری موجود است، به لبه جلویی حوضچه اضافه می‌گردد. در این نوع جوشکاری، گازخنثی از اکسیداسیون فلز و از حوضچه مذاب حفاظت می‌کند. گاز آرگون متداول‌ترین گاز خنثی استفاده شده است. (جوش آرگون به آن می‌گویند) همچنین قوس الکتریکی باعث ذوب می‌شود و در این نوع جوشکاری، الکترودها غیرمصرفی هستند و همچنین کنترل اتمسفر بسیار مهم است زیر دما بسیار بالاست و امکان اکسیداسیون‌های مختلف وجود دارد و بسیار محتمل است. جوش تیگ تحمل دمای بالا و ذوب نشدن را دارد.

جوش با الکترود تنگستن

## ۳- جوشکاری فلز- قوس الکتریکی در پناه گاز محافظ یا جوش میگ (MIG)
قوس الکتریکی بین انتهای الکترود و فلز مبنا در طول خط اتصال ایجاد می‌شود. اکترود توسط یک موتور محرک با سرعت ثابتی تغذیه می‌گردد. میزان سرعت تغذیه الکترود مقدار جریان مورد لزوم را مشخص می‌نماید. طول قوس الکتریکی توسط مولد قدرت کنترل می‌شود و لازم است جوشکار شیپوره را در فاصله ثابتی (معمولا حدود ۲۰ میلیمتر) بالای حوضچه جوش نگه دارد. ناحیه قوس الکتریکی و فلز جوش به وسیله گازی که برای فلز جوش دادنی مناسب باشد محافظت می‌شود. ر روش MIG از گاز خنثی و غیرفعال برای محافظت از حوضچه و قوس استفاده می‌شود. روش جوش میگ نسبتاً گران‌قیمت است. در این نوع جوشکاری، الکترودها مصرفی (مصرف شونده) هستند.

## ۴-جوشکاری زیر پودری
روش ماشینی متداول جوشکاری ذوبی با قوس الکتریکی، جوشکاری زیر پودری (SAW) نام دارد که در آن، قوس الکتریکی تحت حفاظت نوعی پودر مخصوص (Flux) ایجاد می‌شود. سیم الکترود (فاقد پوشش) به‌طور خودکار و مداوم، از طریق یک سیستم مکانیکی، از میان لوله اتصال و پودر مخصوص محافظت، عبور کرده و به سمت حوضچه جوش هدایت می‌گردد. در هنگام جوشکاری، بخشی از پودر، ذوب‌شده و به شکل سرباره بر روی جوش باقی می‌ماند که پس‌ازآنجماد از روی جوش جدا می‌شود. در این روش، تشکیل قوس الکتریکی از نوع تماسی هست. قوس الکتریکی بین انتهای الکترود بدون پوشش و فلز مبنا ایجاد می‌شود. جریان از طریق دستگاه مولد قدرت کنترل می‌گردد. همراه با ذوب الکترود، از طریق یک موتور با کنترل خودکار، الکترود به درون قوس تغذیه می‌گردد. سرعت تغذیه الکترود برابر با سرعت ذوب است و بنابراین مقدار طول قوس الکتریکی ثابت خواهد ماند. الکترود و سیستم تغذیه و هادی آن در طول خط اتصال به کمک یک سیستم ماشینی حرکت می‌کنند. قوس الکتریکی در زیر لایه از دانه‌های گدازآور عمل می‌نماید. نسبت به MIG باردهی بیشتر و درز جوش‌های عمیق‌تری دارد. در این جوشکاری، به صورت نامحدود می‌توان از پودر استفاده کرد. معمولاً جوش‌های طولانی تری می‌توان ایجاد کرد. محدودیت این روش، این است که این جوشکاری فقط در سطوح صاف و مسطح انجام می‌شود و در سایر سطوح، پودر می‌ریزد.

## ۵-جوشکاری با گاز
این روش جوشکاری ذوبی به جوشکاری گاز معروف است؛ زیرا فرایند جوشکاری بر پایه ترکیب اکسیژن با یک گاز سوختنی استوار است. عملیات ترکیب گازها در داخل تورچ صورت می‌گیرد. ممکن است از پودر محافظ (Flux) برای پاک‌سازی سطح فلزات از اکسیداسیون و محافظت حوضچه مذاب استفاده شود. معایب روش جوشکاری با گاز عبارت اند از سرعت پایین‌تر نسبت به سایر روش‌ها، عدم امکان جوشکاری قطعات ضخیم و فلزات واکنش‌پذیر و فعال، امکان آتش‌سوزی به دلیل حضور گازهای مشتعل کننده،
جوشکاری ذوبی مزایای زیادی دارد که بهتر است قبل از استفاده از این روش جوشکاری با آنها آشنا شویم. در ادامه این موارد را با هم بررسی خواهیم کرد.
برای شرایطی که قصد اتصال بین قطعات ضخیم را داریم، استفاده از انواع جوشکاری ذوبی به صورت چند لایه امکان‌پذیر است.
ساختار نهایی قطعاتی که مورد جوشکاری ذوبی قرار گرفته‌اند، بسیار منظم است و نسبت به سایر روش‌های رایج جوشکاری، آلودگی یا اکسید کمتری تولید می‌کنند.
جوشکاری ذوبی مزایای زیادی دارد که بهتر است قبل از استفاده از این روش جوشکاری با آنها آشنا شویم. در ادامه این موارد را با هم بررسی خواهیم کرد.
برای شرایطی که قصد اتصال بین قطعات ضخیم را داریم، استفاده از انواع جوشکاری ذوبی به صورت چند لایه امکان‌پذیر است.
تجهیزات و مواد اولیه مورد نیاز برای جوشکاری ذوبی قابلیت جابجایی دارند و در بخش‌های مختلف می‌توان از آنها استفاده کرد.
کاربردهای جوشکاری ذوبی بسیار متنوع است، و برای قطعات، در شرایط گوناگون می‌توان از آن استفاده کرد.
ساختار نهایی قطعاتی که مورد جوشکاری ذوبی قرار گرفته‌اند، بسیار منظم است و نسبت به سایر روش‌های رایج جوشکاری، آلودگی یا اکسید کمتری تولید می‌کنند.

## روش‌های جوشکاری ذوبی

دسته‌بندی فرایندهای جوشکاری ذوبی بر پایهٔ منبع انرژی، منبع حرارتی، بارگذاری مکانیکی و محافظ

- جوشکاری با گاز اکسیژن و سوخت: در این روش برای ذوب کردن فلز از گاز اکسیژن و سوختی که همراه آن می‌سوزد استفاده می‌شود.
- جوشکاری با قوس الکتریکی: در این روش برای ذوب کردن فلز از قوس الکتریکی استفاده می‌شود.
- جوشکاری مقاومتی: در این روش برای ایجاد گرمای ذوب از مقاومت الکتریکی استفاده می‌شود، در حالی که دو فلز در کنار یکدیگر زیر فشار قرار دارند.[۱۰]